# Tofildija
Tofildija (baluška, lat. Tofieldia), biljni rod u porodici tofildijevki koji se sastoji od desetak vrsta vodenih trajnica raširenih po velikim djelovima Europe, Azije i Sjeverne Amerike.
U Hrvatskoj raste čaškasta baluška Tofieldia calyculata.

## Vrste
1. Tofieldia calyculata (L.) Wahlenb.
2. Tofieldia cernua Sm.
3. Tofieldia coccinea Richardson
4. Tofieldia divergens Bureau & Franch.
5. Tofieldia furusei (Hiyama) M.N.Tamura & Fuse
6. Tofieldia glabra Nutt.
7. Tofieldia himalaica Baker
8. Tofieldia × hybrida A.Kern. ex Asch. & Graebn.
9. Tofieldia nuda Maxim.
10. Tofieldia okuboi Makino
11. Tofieldia pusilla (Michx.) Pers.
12. Tofieldia thibetica Franch.
13. Tofieldia yoshiiana Makino

## Vanjske poveznice
|  | Zajednički poslužitelj ima još gradiva o temi Tofieldia |
|  | Wikivrste imaju podatke o taksonu Tofieldia             |